# Kristian Sandfeld
Kristian Sandfeld (født 17. januar 1873 i Vejle, død 22. oktober 1942) var en dansk sprogforsker.
Student i 1891, cand. mag. i 1898, Dr. phil i 1900. Ansattes i 1905 ved Københavns Universitet som docent i romanske sprog og udnævntes i 1914 til professor; s. A. blev han optaget i Videnskabernes Selskab. Sandfeld var en fremragende repræsentant for romansk sprogvidenskab; han dyrkede alle de romanske sprog, ganske særlig rumænsk, og studiet af dette sprog førte ham ind i den såkaldte balkan filologi, hvorved han også kom til at sysselsætte sig med albansk, nygræsk, slavisk osv. Det må tilføjes, at han tillige i udstrakt grad dyrkede dansk filologi, ligesom han havde et omfattende kendskab til alle spørgsmål vedrørende almen sprogvidenskab. Af hans Arbejder, der alle viser en skarpsindig iagttagelsesevne, og en intim forståelse af særlig syntaktiske fænomener, skal fremhæves: Rumænske Studier, I, Infinitiv i Rumænsk og Balkansprogene (Doktordisputats, 1900), Bisætningerne i moderne Fransk (1909), Sprogvidenskaben (1913, 2. udgave 1923; også i uddrag på tysk), desuden forfattede han yderst omhyggelige ordbøger, med sproghistorisk oversigt, til nogle ældre danske tekster: Philippe de Commines Memoirer (1919) og Herman Weigeres Rævebog (1923).